# Coupe UNCAF des nations 1995
La Coupe UNCAF des Nations 1995 sert à qualifier trois équipes d'Amérique Centrale pour la Gold Cup 1996.
Le Costa Rica fut battu par le Salvador, pays organisateur, lors de la petite finale ratant ainsi la qualification pour la Gold Cup pour la première et unique fois de son histoire. Le Honduras, sous la conduite de Carlos Cruz Carranza s'imposa pour la deuxième fois consécutive dans cette épreuve. Les meilleurs buteurs furent Carlos Pavón (Honduras) et Rolando Fonseca (Costa Rica), avec trois réalisations.

## Tour préliminaire
| Équipe 1  | Résultat | Équipe 2 | Aller | Retour |
| --------- | -------- | -------- | ----- | ------ |
| Nicaragua | 0-7      | Panama   | 0-2   | 0-5    |

## Premier tour
Joué au Salvador du 29 novembre au 10 décembre 1995. 

### Groupe A
- Matchs joués à San Salvador :

|   | Équipe     | Pts | J | G | N | P | BP | BC | Diff |
| - | ---------- | --- | - | - | - | - | -- | -- | ---- |
| 1 | Salvador   | 6   | 2 | 2 | 0 | 0 | 5  | 1  | +4   |
| 2 | Costa Rica | 3   | 2 | 1 | 0 | 1 | 3  | 3  | 0    |
| 3 | Belize     | 0   | 2 | 0 | 0 | 2 | 1  | 5  | -4   |

| 29 novembre  | Salvador   | 3 | 0 | Belize     |
| 1er décembre | Costa Rica | 2 | 1 | Belize     |
| 3 décembre   | Salvador   | 2 | 1 | Costa Rica |

### Groupe B
- Matchs joués à Santa Ana :

|   | Équipe    | Pts | J | G | N | P | BP | BC | Diff |
| - | --------- | --- | - | - | - | - | -- | -- | ---- |
| 1 | Honduras  | 6   | 2 | 2 | 0 | 0 | 4  | 0  | +4   |
| 2 | Guatemala | 3   | 2 | 1 | 0 | 1 | 1  | 2  | -1   |
| 3 | Panama    | 0   | 2 | 0 | 0 | 2 | 0  | 3  | -3   |

| 29 novembre  | Honduras  | 2 | 0 | Panama    |
| 1er décembre | Guatemala | 1 | 0 | Panama    |
| 3 décembre   | Honduras  | 2 | 0 | Guatemala |

## Phase finale
|  | Demi-finales    | Demi-finales |                        |   | Finale | Finale |
|  | Demi-finales    | Demi-finales |                        |   | Finale | Finale |
|  |                 |              |                        |   |        |        |
|  |                 |              |                        |   |        |        |
|  |                 |              |                        |   |        |        |
|  | Honduras t.a.b. | 1 (4)        |                        |   |        |        |
|  | Honduras t.a.b. | 1 (4)        |                        |   |        |        |
|  | Costa Rica      | 1 (2)        |                        |   |        |        |
|  | Costa Rica      | 1 (2)        | Honduras               | 3 |        |        |
|  |                 |              | Honduras               | 3 |        |        |
|  |                 | Guatemala    | 0                      |   |        |        |
|  | Salvador        | Guatemala    | 0                      | 0 |        |        |
|  | Salvador        |              |                        | 0 |        |        |
|  | Guatemala       | 1            |                        |   |        |        |
|  | Guatemala       | 1            | Match pour la 3e place |   |        |        |
|  |                 |              |                        |   |        |        |
|  |                 |              |                        |   |        |        |
|  |                 |              |                        |   |        |        |
|  | Salvador        | 2            |                        |   |        |        |
|  | Salvador        | 2            |                        |   |        |        |
|  | Costa Rica      | 1            |                        |   |        |        |
|  | Costa Rica      | 1            |                        |   |        |        |

### Demi-finales
| 7 décembre 1995 | Honduras          | 1 - 1 | Costa Rica  | San Salvador        |                     |
|                 | Williams 55e      |       | Fonseca 60e | Spectateurs : 5 000 | Spectateurs : 5 000 |
|                 | Tirs au but 4 - 2 |       |             | Spectateurs : 5 000 | Spectateurs : 5 000 |

| 7 décembre 1995 | Salvador | 0 - 1 | Guatemala | San Salvador         |                      |
|                 |          |       | Rodas 14e | Spectateurs : 30 000 | Spectateurs : 30 000 |

### Match pour la3eplace
| 10 décembre 1995 | Salvador                      | 2 - 1 | Costa Rica  | San Salvador         |                      |
|                  | Díaz Arce 18e · Rodriguez 45e |       | Fonseca 72e | Spectateurs : 35 000 | Spectateurs : 35 000 |

### Finale
| 10 décembre 1995 | Honduras                   | 3 - 0 | Guatemala | San Salvador                                    |                                                 |
|                  | Núñez 1re · Pavón 25e, 57e |       |           | Spectateurs : 10 000 Arbitrage : Rafael Pedroza | Spectateurs : 10 000 Arbitrage : Rafael Pedroza |

Le Honduras, le Guatemala et le Salvador sont qualifiés pour la Gold Cup 1996.
| Coupe UNCAF des Nations 1995: Honduras Second titre |

## Meilleurs buteurs
3 buts
- Carlos Pavon
- Rolando Fonseca